# Finland op de Olympische Zomerspelen 2000
Finland nam deel aan de Olympische Zomerspelen 2000 in Sydney, Australië. De ploeg, bestaande uit 40 mannen en 30 vrouwen, eindigde op de 31ste plaats in het medailleklassement, dankzij vier medailles.

## Medailleoverzicht
| Sport       | Olympiër                    | Onderdeel                  | Medaille        |
| ----------- | --------------------------- | -------------------------- | --------------- |
| Atletiek    | Arsi Harju                  | kogelstoten (m)            | align=center \| |
| Zeilen      | Jyrki Järvi Thomas Johanson | 49er (m)                   | align=center \| |
| Schietsport | Juha Hirvi                  | 50m geweer 3 houdingen (m) | align=center \| |
| Worstelen   | Marko Yli-Hannuksela        | -76kg (m)                  | align=center \| |

## Deelnemers en resultaten per onderdeel

### Atletiek
| Olympiër                                                                | Onderdeel             | Resultaat | Prestatie                                                                       |
| ----------------------------------------------------------------------- | --------------------- | --------- | ------------------------------------------------------------------------------- |
| Tommi Hartonen                                                          | 100m (m)              | 53e       | serie 3: 7de in 10,53                                                           |
| Tommi Hartonen                                                          | 200m (m)              | 16e       | serie 2: 3de in 20,82 kwartfinale 3: 4de in 20,47 halve finale 1: 8ste in 20,88 |
| Valentin Kononen                                                        | 50km snelwandelen (m) | DSQ       | gediskwalificeerd                                                               |
| Toni Huikuri                                                            | hoogspringen (m)      | 16e       | kwalificatie groep A: 10de met 2,24m                                            |
| Mika Polku                                                              | hoogspringen (m)      | 26e       | kwalificatie groep B: 14de met 2,20m                                            |
| Timo Aaltonen                                                           | kogelstoten (m)       | 12e       | kwalificatie groep A: 3de met 20,04m finale: 12de met 18,64m                    |
| Arsi Harju                                                              | kogelstoten (m)       | Goud      | kwalificatie groep B: 1ste met 21,39m (PB) finale: 1ste met 21,29m              |
| Ville Tiisanoja                                                         | kogelstoten (m)       | 15e       | kwalificatie groep B: 7de met 19,66m                                            |
| Harri Haatainen                                                         | speerwerpen (m)       | 19e       | kwalificatie groep A: 12de met 79,93m                                           |
| Harri Hakkarainen                                                       | speerwerpen (m)       | DNF       | kwalificatie groep A: geen geldige poging                                       |
| Aki Parviainen                                                          | speerwerpen (m)       | 5e        | kwalificatie groep B: 4de met 83,73m finale: 5de met 86,62m                     |
| Olli-Pekka Karjalainen                                                  | kogelslingeren (m)    | 34e       | kwalificatie groep B: 19de met 69,64m                                           |
| Eduard Hämäläinen                                                       | tienkamp (m)          | 24e       | 7520 punten                                                                     |
| Aki Heikkinen                                                           | tienkamp (m)          | DNF       | niet gefinisht                                                                  |
|                                                                         |                       |           |                                                                                 |
| Heidi Hannula                                                           | 100m (v)              | 49e       | serie 4: 6de in 11,68                                                           |
| Johanna Manninen                                                        | 200m (v)              | 27e       | serie 3: 4de in 23,40 kwartfinale 1: 6de in 23,41                               |
| Manuela Bosco                                                           | 100m horden (v)       | 30e       | serie 1: 7de in 13,51                                                           |
| Manuela Bosco Sanna Hernesniemi-Kyllönen Johanna Manninen Heidi Hannula | 4x100m (v)            | 12e       | serie 3: 2de in 43,66 halve finale 2: 6de in 43,50                              |
| Mikaela Ingberg                                                         | speerwerpen (v)       | 9e        | kwalificatie groep A: 4de met 60,85m finale: 9de met 58,56m                     |
| Taina Uppa-Kolkkala                                                     | speerwerpen (v)       | 20e       | kwalificatie groep B: 12de met 57,39m                                           |
| Sini Pöyry                                                              | kogelslingeren (v)    | 12e       | kwalificatie groep B: 4de met 63,80m finale: 12de met 62,49m                    |
| Mia Strömmer                                                            | kogelslingeren (v)    | 22e       | kwalificatie groep A: 12de met 59,43m                                           |
| Tiia Hautala                                                            | zevenkamp (v)         | 8e        | 6173 punten                                                                     |
| Susanna Rajamäki                                                        | zevenkamp (v)         | 13e       | 6021 punten                                                                     |

### Badminton
| Olympiër               | Onderdeel     | Resultaat | Prestatie                                                  |
| ---------------------- | ------------- | --------- | ---------------------------------------------------------- |
| Jyri Aalto             | enkelspel (m) | 17e       | 1ste ronde: vrij 2de ronde: V van MAS Wong: 5-15, 12-15    |
|                        |               |           |                                                            |
| Anu Weckström-Nieminen | enkelspel (v) | 17e       | 1ste ronde: vrij 2de ronde: V van JPN Yonekura: 8-11, 2-11 |

### Boksen
| Olympiër     | Onderdeel | Resultaat | Prestatie                         |
| ------------ | --------- | --------- | --------------------------------- |
| Joni Turunen | -57kg (m) | 17e       | 1ste ronde: V van GER Fuste: 6-10 |

### Boogschieten
| Olympiër      | Onderdeel       | Resultaat | Prestatie                                                                        |
| ------------- | --------------- | --------- | -------------------------------------------------------------------------------- |
| Miika Aulio   | individueel (m) | 33e       | plaatsingsronde: 53ste met 603 punten 1ste ronde: V van NED van Alten: 160-163   |
| Jari Lipponen | individueel (m) | 33e       | plaatsingsronde: 36ste met 622 punten 1ste ronde: V van NED van Zutphen: 155-161 |
|               |                 |           |                                                                                  |
| Katri Suutari | individueel (v) | 33e       | plaatsingsronde: 58ste met 608 punten 1ste ronde: V van PRK Choe: 149-161        |

### Gewichtheffen
| Olympiër          | Onderdeel | Resultaat | Prestatie                    |
| ----------------- | --------- | --------- | ---------------------------- |
| Karoliina Lundahl | -75kg (v) | DNF       | trekken: geen geldige poging |

### Gymnastiek
| Olympiër      | Onderdeel       | Resultaat | Prestatie                             |
| Ritmisch      | Ritmisch        | Ritmisch  | Ritmisch                              |
| ------------- | --------------- | --------- | ------------------------------------- |
| Heini Lautala | individueel (v) | 23e       | kwalificatie: 23ste met 37,332 punten |

### Judo
| Olympiër      | Onderdeel | Resultaat | Prestatie                      |
| ------------- | --------- | --------- | ------------------------------ |
| Maarit Kallio | -48kg (v) | 21e       | 1ste ronde: V van MEX Angeles: |

### Kanovaren
| Olympiër        | Onderdeel    | Resultaat | Prestatie                                                |
| --------------- | ------------ | --------- | -------------------------------------------------------- |
| Kimmo Latvamäki | K-1 500m (m) | 13e       | serie 4: 2de in 1.42,535 halve finale 2: 5de in 1.41,640 |

### Paardensport
| Olympiër           | Onderdeel   | Resultaat | Prestatie                         |
| Dressuur           | Dressuur    | Dressuur  | Dressuur                          |
| ------------------ | ----------- | --------- | --------------------------------- |
| Elisabet Ehrnrooth | individueel | 37e       | Grand Prix test: 37ste met 64,04% |
| Heidi Svanborg     | individueel | 30e       | Grand Prix test: 46ste met 56,48% |
| Eventing           |             |           |                                   |
| Piia Pantsu        | individueel | DNF       | niet gefinisht                    |

### Schietsport
| Olympiër        | Onderdeel                  | Resultaat | Prestatie                                                                     |
| --------------- | -------------------------- | --------- | ----------------------------------------------------------------------------- |
| Juha Hirvi      | 10m luchtgeweer (m)        | 18e       | kwalificatie: 18de met 588 punten (97-96-100-100-99-96)                       |
| Juha Hirvi      | 50m geweer 3 houdingen (m) | Zilver    | kwalificatie: 4de met 1171 punten (394-384-393) finale: 2de met 1270,5 punten |
| Juha Hirvi      | 50m geweer liggend (m)     | 25e       | kwalificatie: 25ste met 592 punten (96-100-99-100-99-98)                      |
| Timo Laitinen   | skeet (m)                  | 23e       | kwalificatie: 23ste met 119 punten (71-48)                                    |
| Raimo Kauppila  | dubbeltrap (m)             | 10e       | kwalificatie: 10de met 134 punten (46-47-41)                                  |
| Pasi Wedman     | 10m bewegend doel (m)      | 4e        | kwalificatie: 5de met 575 punten (287-288) finale: 4de met 672,1 punten       |
|                 |                            |           |                                                                               |
| Maarit Lepomäki | skeet (v)                  | 11e       | kwalificatie: 11de met 68 punten (21-22-25)                                   |
| Satu Pusila     | trap (v)                   | 13e       | kwalificatie: 13de met 60 punten (19-21-20)                                   |
| Pia Julin       | dubbeltrap (v)             | 13e       | kwalificatie: 13de met 94 punten (30-32-32)                                   |
| Satu Pusila     | dubbeltrap (v)             | 13e       | kwalificatie: 17de met 85 punten (26-28-31)                                   |

### Schoonspringen
| Olympiër        | Onderdeel    | Resultaat | Prestatie                          |
| --------------- | ------------ | --------- | ---------------------------------- |
| Jukka Piekkanen | 3m plank (m) | 20e       | voorronde: 20ste met 373,41 punten |
| Joona Puhakka   | 3m plank (m) | 30e       | voorronde: 30ste met 332,58 punten |

### Taekwondo
| Olympiër            | Onderdeel | Resultaat | Prestatie                                                                                                |
| ------------------- | --------- | --------- | --- |
| Kirsimarja Koskinen | -67kg (v) | 5e        | voorronde: W van ESP Benitez: 7-0 kwartfinale: V van KOR Lee: 1-5 herkansingen: V van GBR Stevenson: 4-7 |
| Veera Liukkonen     | +67kg (v) | 8e        | voorronde: V van CAN Bosshart: 4-5                                                                       |

### Wielersport
| Olympiër      | Onderdeel        | Resultaat | Prestatie                                                                      |
| Baan          | Baan             | Baan      | Baan                                                                           |
| ------------- | ---------------- | --------- | ------------------------------------------------------------------------------ |
| Mira Kasslin  | sprint (v)       | 12e       | kwalificatie: 12de in 12,194 1ste ronde: V van FRA Ballanger herkansingen: 3de |
| Mira Kasslin  | tijdrit (v)      | 17e       | 37,145                                                                         |
| Baan          |                  |           |                                                                                |
| Pia Sundstedt | wegwedstrijd (v) | 21e       | 3:06.31                                                                        |

### Worstelen
| Olympiër             | Onderdeel      | Resultaat      | Prestatie |
| Grieks-Romeins       | Grieks-Romeins | Grieks-Romeins | Grieks-Romeins |
| -------------------- | -------------- | -------------- | --- |
| Tero Katajisto       | -54kg (m)      | 18e            | groep 1: 3de V van GER Ter-Mkrtychyan: 0-3 V van GEO Tsertsvadze: 2-4 |
| Juha Lappalainen     | -69kg (m)      | 14e            | groep 3: 2de W van IRI Zeidvand: 2-1 V van AZE Dugushiev: 0-1 |
| Marko Yli-Hannuksela | -76kg (m)      | Brons          | groep 2: 1ste W van FRA Riemer: 4-1 W van KAZ Baiseitov: 4-3 kwartfinale: W van KOR Kim: 3-0 halve finale: V van RUS Kardanov: 0-4 bronzen finale: W van UKR Manukyan: 4-2 |
| Marko Asell          | -85kg (m)      | 17e            | groep 1: 3de V van GER Zander: 1-3 V van TUR Yerlikaya: 0-10 |

### Zeilen
| Olympiër                                 | Onderdeel   | Resultaat | Prestatie                                       |
| ---------------------------------------- | ----------- | --------- | ----------------------------------------------- |
| Kristian Heinilä Petri Leskinen          | 470 (m)     | 21e       | 127 punten: (25-23-10-3-17-4-23-20-28-3-24)     |
|                                          |             |           |                                                 |
| Minna Aalto                              | mistral (v) | 15e       | 121 punten: (9-18-20-12-21-7-15-12-17-11-DSQ)   |
| Sari Multala                             | europe (v)  | 5e        | 61 punten: (2-7-16-12-20-12-9-4-7-2-6)          |
|                                          |             |           |                                                 |
| Roope Suomalainen                        | laser       | 17e       | 127 punten: (DSQ-13-5-16-18-3-14-23-25-19-16)   |
| Jyrki Järvi Thomas Johanson              | 49er        | Goud      | 55 punten: (2-7-2-12-3-4-10-6-2-4-7-2-3-1-2-13) |
| Erkki Heinonen Jali Mäkilä Sami Tamminen | soling      | 15e       | 57 punten: (11-4-15-14-13-15)                   |

### Zwemmen
| Olympiër                                           | Onderdeel             | Resultaat | Prestatie                                                                      |
| -------------------------------------------------- | --------------------- | --------- | ------------------------------------------------------------------------------ |
| Jere Hård                                          | 100m vrije slag (m)   | 33e       | serie 7: 8ste in 51,11                                                         |
| Jarno Pihlava                                      | 100m schoolslag (m)   | 11e       | serie 9: 4de in 1.02,21 halve finale 1: 6de in 1.01,92                         |
| Jarno Pihlava                                      | 200m schoolslag (m)   | 34e       | serie 2: 3de in 2.19,76                                                        |
| Jere Hård                                          | 100m vlinderslag (m)  | 15e       | serie 7: 5de in 53,67 halve finale 2: 8ste in 53,65                            |
| Tero Välimaa                                       | 100m vlinderslag (m)  | 25e       | serie 8: 6de in 54,24                                                          |
| Tero Välimaa                                       | 200m vlinderslag (m)  | 34e       | serie 3: 7de in 2.02,46                                                        |
| Jani Sievinen                                      | 200m vlinderslag (m)  | 8e        | serie 5: 3de in 2.02,00 halve finale 2: 3de in 2.01,46 finale: 8ste in 2.02,49 |
| Jani Sievinen                                      | 400m vlinderslag (m)  | 27e       | serie 2: 1ste in 4.25,16                                                       |
| Jani Sievinen Jarno Pihlava Tero Välimaa Jere Hård | 4x100m wisselslag (m) | DSQ       | serie 2: gediskwalificeerd                                                     |
|                                                    |                       |           |                                                                                |
| Hanna-Maria Seppälä                                | 50m vrije slag (v)    | 28e       | serie 7: 4de in 26,21                                                          |
| Hanna-Maria Seppälä                                | 100m vrije slag (v)   | 17e       | serie 4: 2de in 56,68                                                          |
| Anu Koivisto                                       | 100m rugslag (v)      | 23e       | serie 5: 7de in 1.03,44                                                        |
| Anu Koivisto                                       | 200m rugslag (v)      | 21e       | serie 2: 2de in 2.16,23                                                        |
| Marja Pärssinen-Päivinen                           | 100m vlinderslag (v)  | 33e       | serie 4: 8ste in 1.01,94                                                       |

Albanië · Algerije · Amerikaanse Maagdeneilanden · Amerikaans-Samoa · Andorra · Angola · Antigua en Barbuda · Argentinië · Armenië · Aruba · Australië · Azerbeidzjan · Bahama's · Bahrein · Bangladesh · Barbados · België · Belize · Benin · Bermuda · Bhutan · Bolivia · Bosnië en Herzegovina · Botswana · Brazilië · Britse Maagdeneilanden · Brunei · Bulgarije · Burkina Faso · Burundi · Cambodja · Canada · Centraal-Afrikaanse Republiek · Chili · China · Chinees Taipei · Colombia · Comoren · Congo-Brazzaville · Congo-Kinshasa · Cookeilanden · Costa Rica · Cuba · Cyprus · Denemarken · Djibouti · Dominica · Dominicaanse Republiek · Duitsland · Ecuador · Egypte · El Salvador · Equatoriaal-Guinea · Eritrea · Estland · Ethiopië · Fiji · Filipijnen · Finland · Frankrijk · Gabon · Gambia · Georgië · Ghana · Grenada · Griekenland · Groot-Brittannië · Guam · Guatemala · Guinee · Guinee‑Bissau · Guyana · Haïti · Honduras · Hongarije · Hongkong · Ierland · IJsland · India · Indonesië · Irak · Iran · Israël · Italië · Ivoorkust · Jamaica · Japan · Jemen · Joegoslavië · Jordanië · Kaaimaneilanden · Kaapverdië · Kameroen · Kazachstan · Kenia · Kirgizië · Koeweit · Kroatië · Laos · Lesotho · Letland · Libanon · Liberia · Libië · Liechtenstein · Litouwen · Luxemburg · Macedonië · Madagaskar · Malawi · Malediven · Maleisië · Mali · Malta · Marokko · Mauritanië · Mauritius · Mexico · Micronesië · Moldavië · Monaco · Mongolië · Mozambique · Myanmar · Namibië · Nauru · Nederland · Nederlandse Antillen · Nepal · Nicaragua · Nieuw-Zeeland · Niger · Nigeria · Noord-Korea · Noorwegen · Oeganda · Oekraïne · Oezbekistan · Oman · Oostenrijk · Pakistan · Palau · Palestina · Panama · Papoea-Nieuw-Guinea · Paraguay · Peru · Polen · Portugal · Puerto Rico · Qatar · Roemenië · Rusland · Rwanda · Saint Kitts en Nevis · Saint Lucia · Saint Vincent en Grenadines · Salomonseilanden · Samoa · San Marino ·  Sao Tomé en Principe · Saoedi-Arabië · Senegal · Seychellen · Sierra Leone · Singapore · Slovenië · Slowakije · Soedan · Somalië · Spanje · Sri Lanka · Suriname · Swaziland · Syrië · Tadzjikistan · Tanzania · Thailand · Togo · Tonga · Trinidad en Tobago · Tsjaad · Tsjechië · Tunesië · Turkije · Turkmenistan · Uruguay · Vanuatu · Venezuela · Verenigde Arabische Emiraten · Verenigde Staten · Vietnam · Wit-Rusland · Zambia · Zimbabwe · Zuid-Afrika · Zuid-Korea · Zweden · Zwitserland · Individuele olympische atleten